# Anna Allen
Anna Allen (Girona, Gironès, 28 de juny de 1977) és una actriu de cinema, teatre i televisió catalana.

## Carrera artística
Va començar la seva carrera estudiant interpretació. A la ciutat comtal va realitzar teatre i alguns treballs per a la televisió catalana, com per exemple  Cala Reial  a les ordres d'Enric Banquer i  Iris TV  amb l'actor David Janer, produïda per Diagonal Producció amb el director Xavier Manich.
Va guanyar certa notorietat el 2001, gràcies al personatge de Marta Altamira, la xicota de Toni Alcántara -paper interpretat per l'actor Pablo Rivero-, que va interpretar fins a l'any 2008 en la coneguda sèrie de Televisió Espanyola Cuéntame cómo pasó al llarg de quaranta-tres capítols.
El 2009 i durant dues temporades va protagonitzar la sèrie Acusados, un thriller de la productora Ida y Vuelta per a Telecinco, on va interpretar el paper de la periodista Sonia Nieto, compartint protagonisme amb els actors Blanca Portillo, José Coronado, Daniel Grao, Silvia Abascal, entre d'altres. Aquest mateix any va rodar també per a televisió Un burka por amor, adaptació de la novel·la homònima de la periodista Reyes Monforte, interpretant el paper de Rosi Galera.
El 2011 es va incorporar al ventall de la sèrie de ficció de Telecinco Homicidios, protagonitzada per Eduardo Noriega i Marian Aguilera, interpretant la periodista Patricia Vega. Va rodar també nous telefilms com Codi 60 on va encarnar Eva Riera, una mosso d'esquadra que s'encarregava de resoldre un cas basat en fets reals i El Ángel de Budapest interpretant el personatge d'Adela Quijano. Finalment va intervenir en el Festival de Mèrida on va estrenar el muntatge teatral Antígona del siglo XXI en el paper d'Antígona.
Al començament de l'estiu de 2013 va dirigir i va escriure l'obra de teatre Exit.

## Polèmiques
A principis del 2015, i arran del descobriment d'unes fotos trucades que la situaven en l'edició dels Oscar d'aquell any es va descobrir que l'actriu s'havia atribuït determinats papers que en realitat mai havia realitzat. Entre les seves falses interpretacions hi figuraven participar en la sèrie The Big Bang Theory, a White Collar, en una important producció francesa per a la televisió anomenada Versailles o en feines per la BBC.

## Trajectòria
Cinema (llargmetratges)
- The Perfect Summer (2013)

Cinema (curtmetratges)
- Vértices
- Un viaje al paraíso
- Dos de dos
- A los que gritan / Sarah's loud
- Inertial Love

Televisió
- Cuéntame como pasó, com a Marta Altamira (43 episodis) (2001-2008)
- Iris Tv, telefilm (2003)
- Cala Reial, telefilm (2003)
- Un burka por amor, minisèrie (2009)
- Acusados, com a Sonia Nieto (29 episodis) (2009-2010)
- La Riera, com a Mercè Riera Sarsa de jove (1 episodi, 2010)
- El ángel de Budapest, telefilm (2011)
- Homicidios, com a Patricia Vega (7 episodis) (2011)
- Paquita Salas, com a Clara (1 episodi, 2019)

Teatre
- Antígona del siglo XXI (2011)
- Faros de color y otros (Ale Massi i Javier Daulte, Teatre El Callejón, Buenos Aires)
- Romeo y Julieta
- Shakespeare is coming (Jofre Martín, Sala La Flèche d\'Or, Paris)
- Vías paralelas (Jesús Roche, Teatre de L'eixample)
- Exit